# Bel Canto (formație)
- Articolul se referă la o formație muzicală.  Pentru orice alte utilizări, vedeți Bel canto (dezambiguizare) .

Bel Canto este o formație pop din Tromsø, Norvegia.
Bel Canto a fost formată în 1985 de Nils Johansen, Anneli Drecker, și Geir Jenssen. Primele două discuri din Norvegia au fost scoase sub numele Bel Kanto pentru a evita confuzia cu corul norvegian Bel Canto. 
Formația a fost printre primele formații norvegiene care au folosit computer ca element de bază în studio și în concerte. Nils Johansen a cumpărat un computer bazat pe sistemul UMI (produs de firma actualmente desființată Umusic din Londra), sistem utilizat printre alții și de Depeche Mode, Yazoo, Erasure, etc., iar Geir Jenssen a fost primul din Norvegia care a folosit sistemul Yamaha CX5 live.

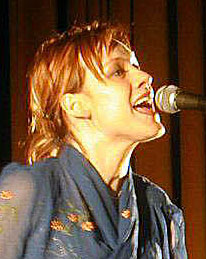
Anneli Drecker 2001

Geir Jenssen a părăsit formația înaintea apariției discului Shimmering, Warm & Bright, și are proiectele solo Bleep și Biosphere.
Actualmente (2009), Bel Canto îl are ca și colaborator pe percuționistul Andreas Eriksen. Nils Johansen este și membru al grupului Vajas.

## Discuri
- 1987 White-Out Conditions, Crammed Discs/WEA
- 1990 Birds of Passage, Crammed Discs/WEA
- 1992 Shimmering, Warm & Bright, Dali
- 1996 Magic Box, Atlantic
- 1998] Rush, EMI Norway
- 1999 Images, EMI Norway
- 2001 Retrospect (best of), WEA (førsteopplag med bonus-CD med sjeldent materiale)
- 2003 Dorothy's Victory, EMI

## Premii
- Premiul Spellemann, 1992, (categoria pop)
- Premiul Spellemann, 1996, (categoria formație și dance/techno)